# Lípa v lesoparku Luh
Lípa v lesoparku Luh je památný strom v Sušici. Lípa malolistá (Tilia cordata Mill.) roste při okraji cesty vedoucí lesoparkem blízko kulturního zařízení "Santos". Výška stromu je 27 m, šířka koruny 20 m, obvod kmene je 374 cm (měřeno 2011). Zdravotní stav je dobrý, na kmeni ve výšce 6 m je otevřená rána, u báze kmene boule a dutina. V roce 2007 byla provedena rozsáhlá redukce koruny, zdravotní, bezpečností a redukční řez výšky i obvodu koruny, bylo nutné nastavení provozní bezpečnosti. Lípa je chráněna od 20. října 2003 jako významná svým vzrůstem i stářím.

## Památné stromy v okolí
- Lípy u Lurdské kaple